# Paridea thailandica
Paridea thailandica là một loài bọ cánh cứng trong họ Chrysomelidae. Loài này được Medvedev & Samoderzhenkov miêu tả khoa học năm 1998.